# Konavle
Konavle ist eine kleine Region südöstlich von Dubrovnik in der Gespanschaft Dubrovnik-Neretva in Kroatien. Unter diesem Namen gibt es außerdem eine Gemeinde mit Sitz in Cavtat. Die überwiegende Mehrheit der Bevölkerung stellen die Kroaten. 

## Region
Konavle ist der Name einer traditionellen Region (einer Hochebene), die sich in dieser Gemeinde befindet und zu der Cavtat traditionell nicht gerechnet wird. Die zentrale Ortschaft bildet Gruda, der Rektorenpalast (das administrative Zentrum zur Zeit der Republik Ragusa) liegt außerhalb von Pridvorje. Die Einwohnerzahl der Konavle-Gegend beträgt 8577 Personen (2011). Insgesamt erstreckt sich das Gebiet über 32 Dörfer.
Konavle ist eigentlich ein flaches Feld, welches zwischen dem Berg Sniježnica und der Adria gelegen ist. Die Fläche erstreckt sich von der Küstenstadt Cavtat bis zur Grenze von Montenegro bei der Halbinsel Prevlaka. Abgesehen von Cavtat liegt nur das südlichste Dorf Molunat am Meer, während die restlichen 30 im Hinterland gelegen sind.
Der Sniježnica-Gipfel auf 1254 m Höhe ist der höchste Berg der Gespanschaft Dubrovnik-Neretva. Das Dorf Kuna ist mit 700 m das höchstgelegene Dorf in der Gegend.
Im Gebiet Konavle gibt es zahlreiche alte Grabsteine. 2016 hat die UNESCO den Grabstein St. Barbara in Dubravka zum Weltkulturerbe erklärt. Weiter Grabsteine in Montenegro, Serbien und BIH ergänzen die Welterbestätte.
Die Region Konavle ist insbesondere für seine einzigartigen Trachten und den Wein- und Olivenanbau bekannt. Nahe der Ortschaft Popovići befindet sich der berühmte Strand Pasjača.
Der Internationale Flughafen Dubrovnik befindet sich direkt südwestlich angrenzend zur Ortschaft Čilipi.

## Gemeinde
Die Gemeinde Konavle ist die südlichste Kroatiens und grenzt an Montenegro und die Herzegowina an. An einer schmalen Landenge zwischen Plat und Cavtat befindet sich die Grenze zur Gemeinde Župa dubrovačka.
Konavle gliedert sich in 33 Orte:
- Brotnice
- Cavtat
- Čilipi
- Duba* Konavoska
- Dubravka
- Dunave
- Drvenik
- Đurinići
- Gabrile
- Gruda
- Jesenice
- Komaji
- Kuna Konavoska
- Lovorno
- Ljuta
- Mihanići
- Mikulići
- Močići
- Molunat
- Obod
- Pavlje Brdo
- Plocice
- Poljice
- Popovići
- Pridvorje
- Radovčići
- Stravča
- Šilješki
- Uskopje
- Vitaljina
- Vodovađa
- Zastolje
- Zvekovica

## Persönlichkeiten aus Konavle
- Baltazar Bogišić (1834–1908), Jurist und Soziologe, geboren in Cavtat
- Vlaho Bukovac (1855–1922), Bildender Künstler, geboren in Cavtat
- Frano Supilo (1870–1917), Politiker, geboren in Cavtat
- Tereza Kesovija (1938), Sängerin